# 潘克鲁多
潘克鲁多，是西班牙阿拉贡自治区特鲁埃尔省的一个市镇。总面积100平方公里，总人口157人（2001年），人口密度2人/平方公里。